# Louisville
Louisville – miasto we wschodniej części Stanów Zjednoczonych, największe miasto stanu Kentucky, siedziba hrabstwa Jefferson. Leży na południowym brzegu rzeki Ohio, wyznaczającej granicę ze stanem Indiana. Miasto zostało założone przez George’a Rogersa Clarka.
W roku 2005 miasto miało 556 tys. mieszkańców, a obszar metropolii w 2015 roku liczył 1 279 335 mieszkańców.
Od 1875 w mieście odbywa się coroczny wyścig konny Kentucky Derby, jeden z najbardziej prestiżowych w Stanach Zjednoczonych.
W Louisville urodzili się: twórca komiksów Don Rosa, bokser Muhammad Ali, koszykarz NBA Rajon Rondo oraz aktorka Jennifer Lawrence. Mieszkała w nim piosenkarka Nicole Scherzinger.
W mieście rozwinął się przemysł chemiczny, maszynowy, metalowy, samochodowy oraz spożywczy.

## Klimat
Miasto leży w strefie klimatu wilgotnego subtropikalnego, z gorącym latem, należącego według klasyfikacji Köppena do strefy Cfa. Średnia temperatura roczna wynosi 14,6 °C, a opady 1140,5 mm (w tym do 31,75 cm opadów śniegu). Średnia temperatura najcieplejszego miesiąca – lipca wynosi 26,3 °C, podczas gdy najzimniejszego – stycznia 1,6 °C. Rekordowe najwyższe i najniższe temperatury wyniosły odpowiednio 41,1 °C i –30 °C.

## Miasta partnerskie
- Jiujiang, Chiny
- La Plata, Argentyna
- Moguncja, Niemcy
- Montpellier, Francja
- Perm, Rosja
- Quito, Ekwador
- Tamale, Ghana
- Leeds, Wielka Brytania